# Barbara Alyn Woods
Barbara Alyn Woods, född 11 mars 1962, Chicago, Illinois, är en amerikansk skådespelerska. Hon spelar Deb Scott i One Tree Hill.
Woods spelade rollen som Diane Szalinski i TV-serien Älskling, jag krympte barnen och har även gjort flera gästframträdanden i olika TV-serier.
Hon har tre döttrar: Natalie, Emily och Alyvia, som alla tre också är verksamma inom skådespelarbranschen. Den äldsta dottern var med i avsnittet "All These Things that I've Done" i One Tree Hill där hon spelade ett av barnen som Haley James Scott (Bethany Joy Galeotti) satt barnvakt åt.